# Sanctuaire de la Virxe da Barca
Le sanctuaire de la Virxe da Barca  (également appelé "sanctuaire de la Vierge de la Barque en flammes") est une église située à Muxía à l’ouest de la Galice en Espagne. Elle est associée au pèlerinage de Saint-Jacques-de-Compostelle. Elle se trouve proche du phare de Punta de la Barca.

## Légende
La légende raconte que l'apôtre Jacques n'arrivait pas à convertir les habitants de la petite ville de Duio qui vénérait le soleil en ce lieu où plus rien n’existait au-delà, représentant la fin d'un chemin. Face à l'indocilité des habitants, la ville fut submergée par les eaux et ceux-ci périrent pour avoir refuser la conversion. L’apôtre Jacques se mit à prier pour implorer l'aide du Seigneur. La Vierge Marie, accompagnée de rameurs angéliques, accoste en barque pour encourager l’apôtre Jacques le Majeur, pendant sa mission d'évangélisation. La barque dans laquelle voyagea la Vierge serait la célèbre « pierre oscillante » (pedra de abalar) et la « pierre des reins » (pedra dos cadrís), auquel on attribue des propriétés miraculeuses de guérisons à ces deux pierres. Une autre pierre voisine représente le timon d’un bateau.

## Incendie
L'église est partiellement détruite à la suite d'un incendie causé par un éclair le 25 décembre 2013. Bien que le sanctuaire dispose de deux paratonnerres de type Franklin installés sur les deux tours situées face à la mer, de nombreux dégâts sont constatés : le toit en ardoise, les poutres et la sacristie furent ravagés par les flammes  ainsi que le retable baroque du maître-autel sculpté par Miguel de Romay en 1717.

## Galerie

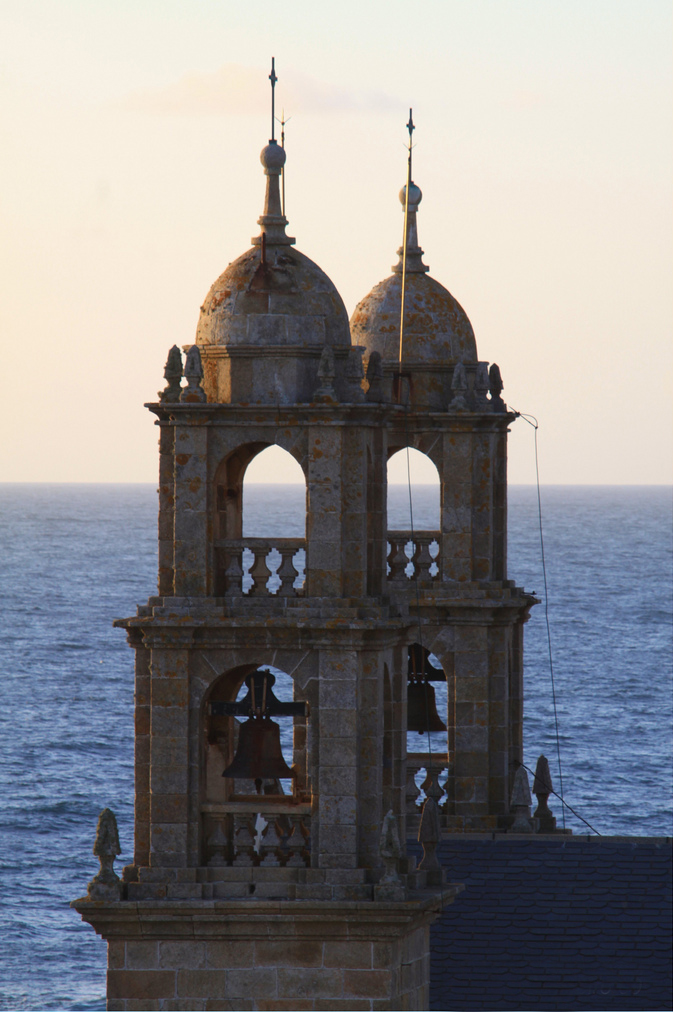
Tours.
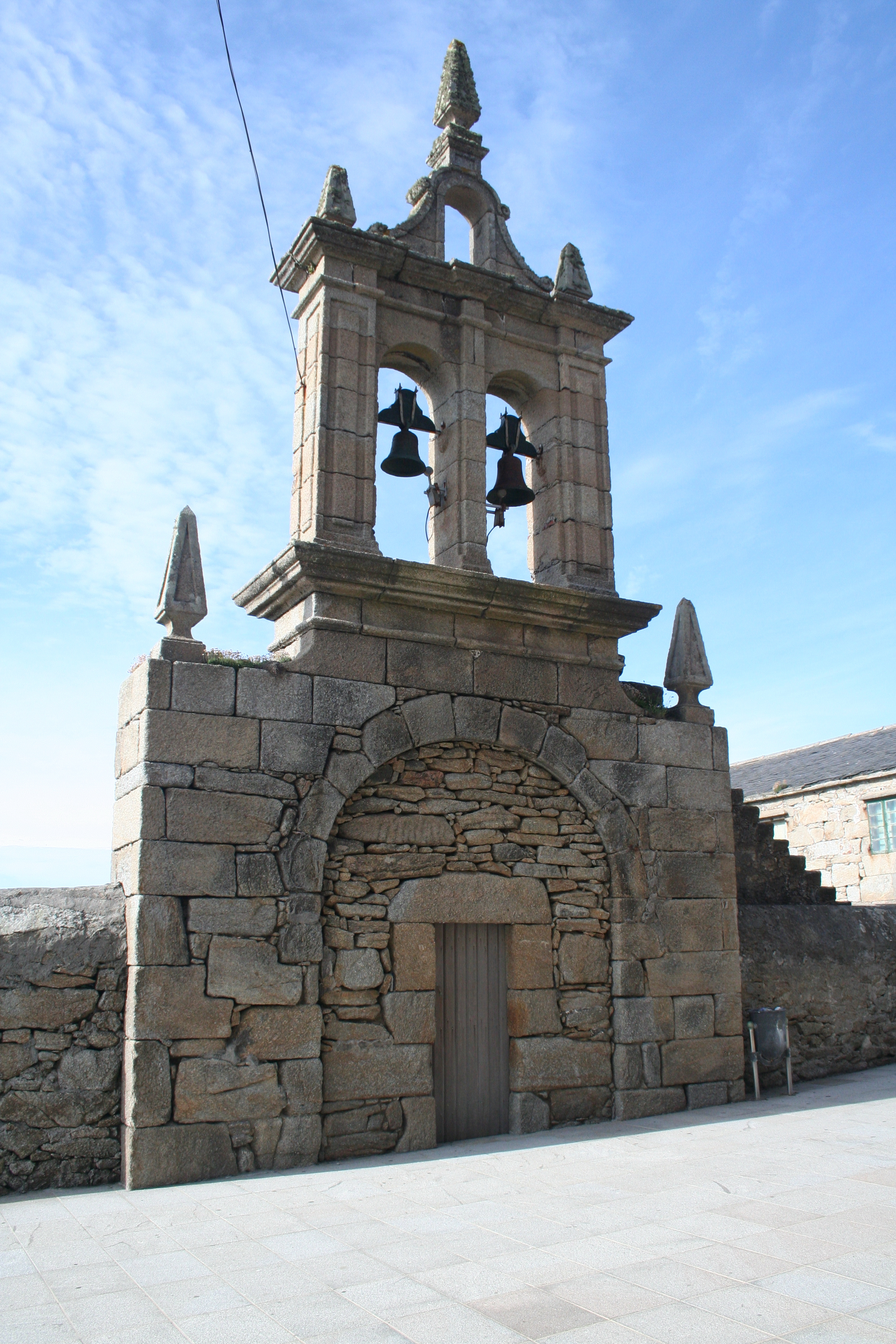
Façade.
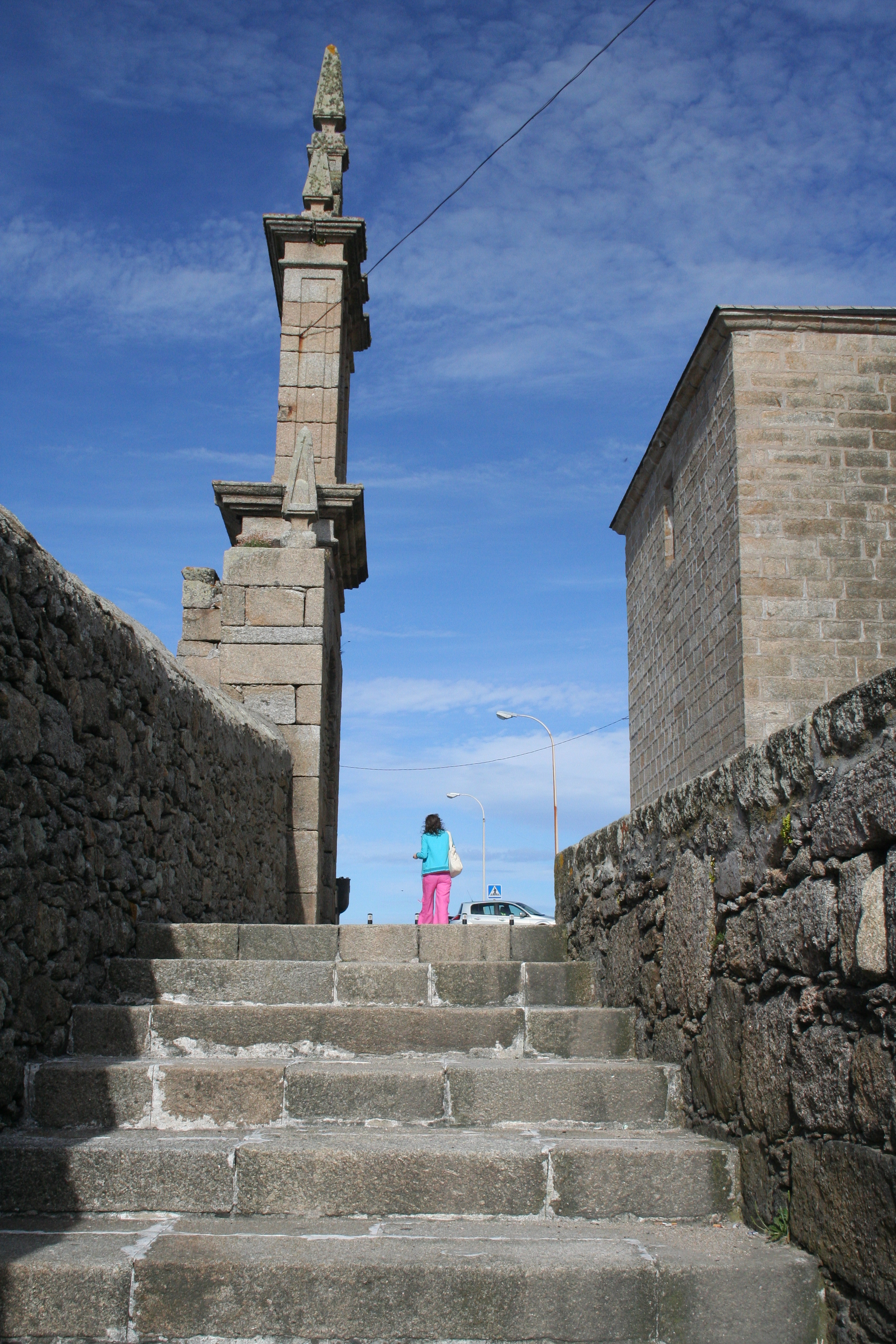
Escalier.
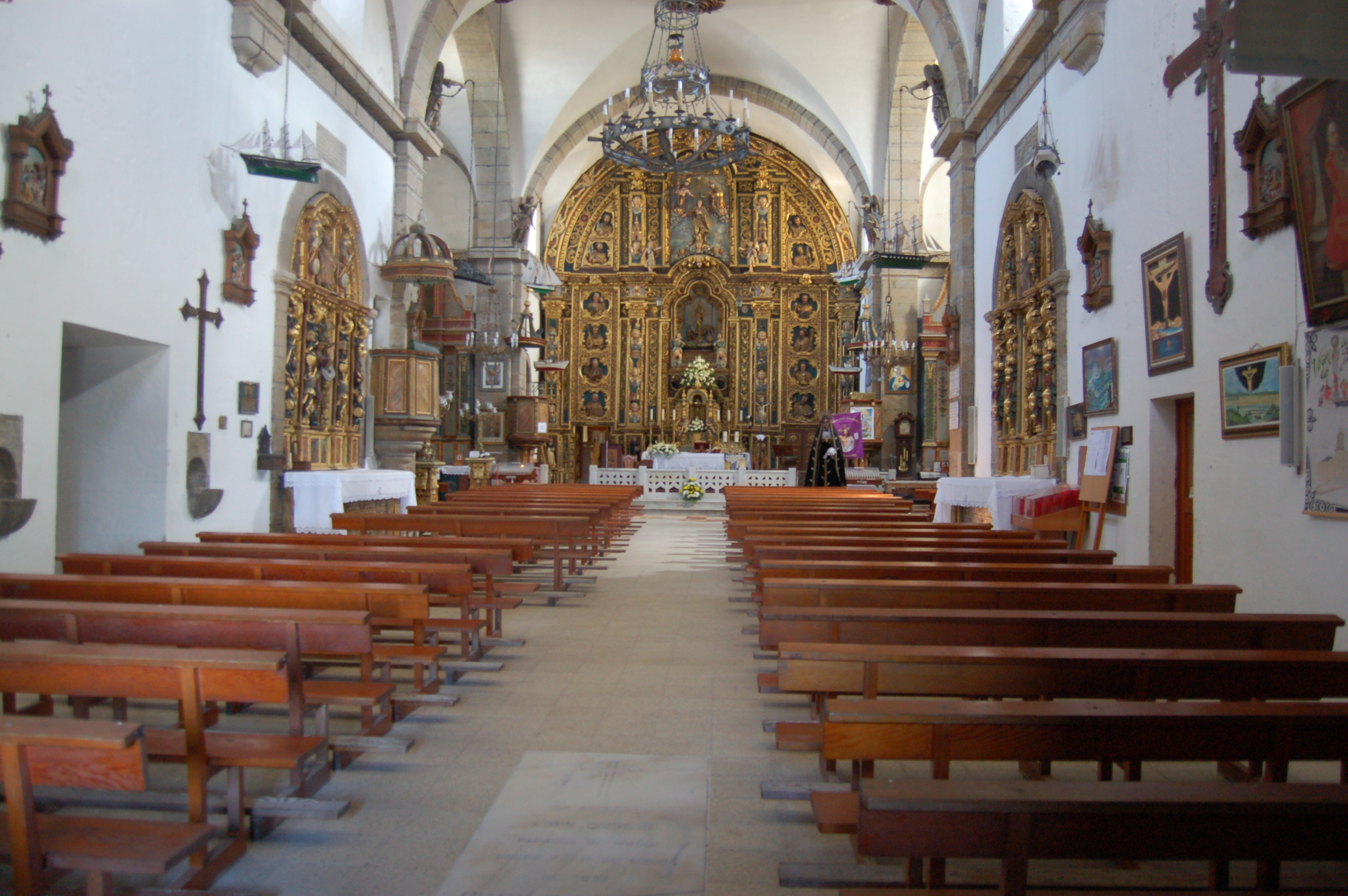
Intérieur.